# Калина (гурт)
Вокально-інструментальний ансамбль «Калина» створив у 1974 році при Черкаській обласній філармонії Олександр Зуєв, після того, як пішов з посади художнього керівника «Кобзи».
У 1976 році солісткою «Калини» стала Тетяна Кочергіна. У тому ж році вона розділила друге місце з Розою Римбаєвою на Всесоюзному конкурсі виконавців радянської пісні в Ризі, і її запросили до Київського мюзик-холу. 
Солістами були також сам Олександр Зуєв та Олександр Лисенко. В ансамблі працював племінник Зуєва гітарист Володимир Морозов і барабанщик Гайдамаха. 
Найбільшу популярність мала пісня «А ми удвох», що була популярною у всьому СРСР і навіть у Югославії, де її взяв до свого репертуару ансамбль «Лідери Белграду». 
У 1976 році «Мелодія» видала перший і останній міньйон «Калини», до якого увійшли такі пісні: 
- Ровесники (О. Білаш — О. Підсуха)
- А ми удвох (О. Зуєв — В. Кудрявцев)
- Три трембіти (М. Скорик — О. Вратарьов)